# Östergök

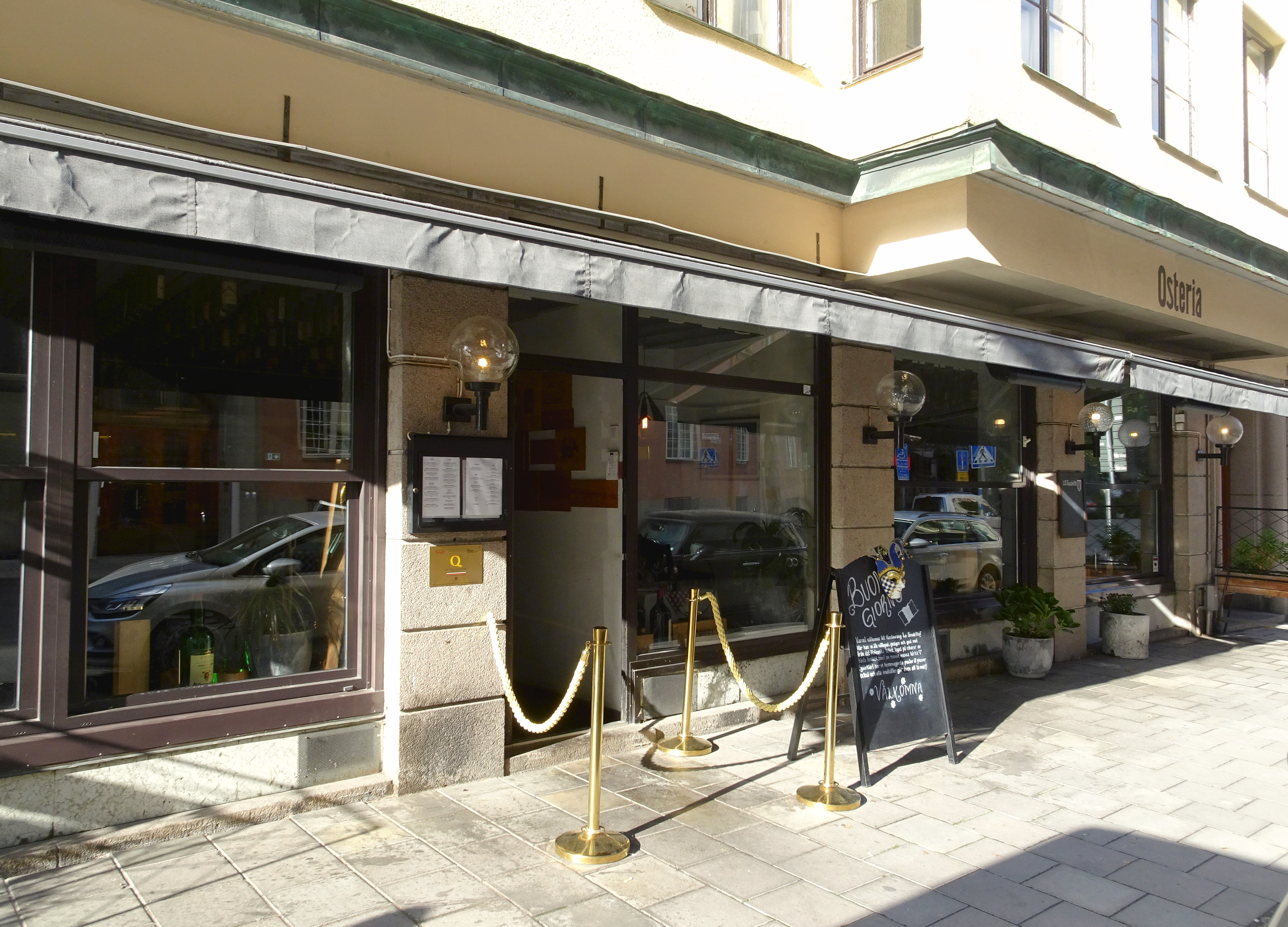
Före detta Östergök, oktober 2019.

Östergök var en restaurang vid Kommendörsgatan 46 på Östermalm i Stockholm. Stället öppnade 1958 och utökades 1968 med Östergöks Pizzeria och 1973 med Östergöks Fisk. Sedan 2007 finns restaurangen Lo Scudetto i Östergöks gamla lokaler.  

## Historik

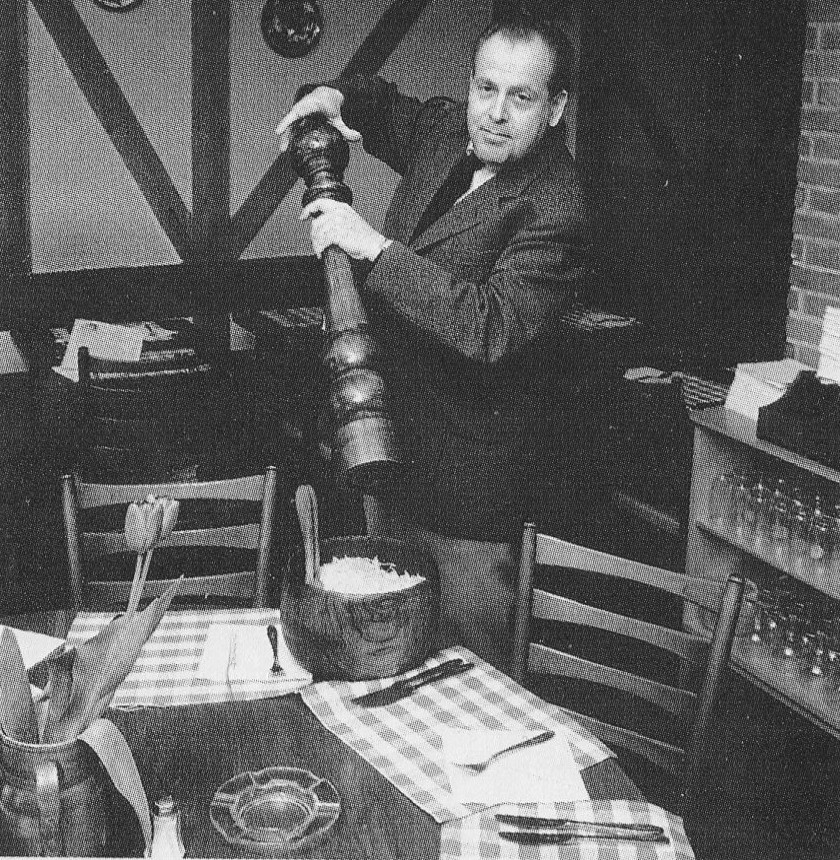
Bengt Wedholm, 1968.

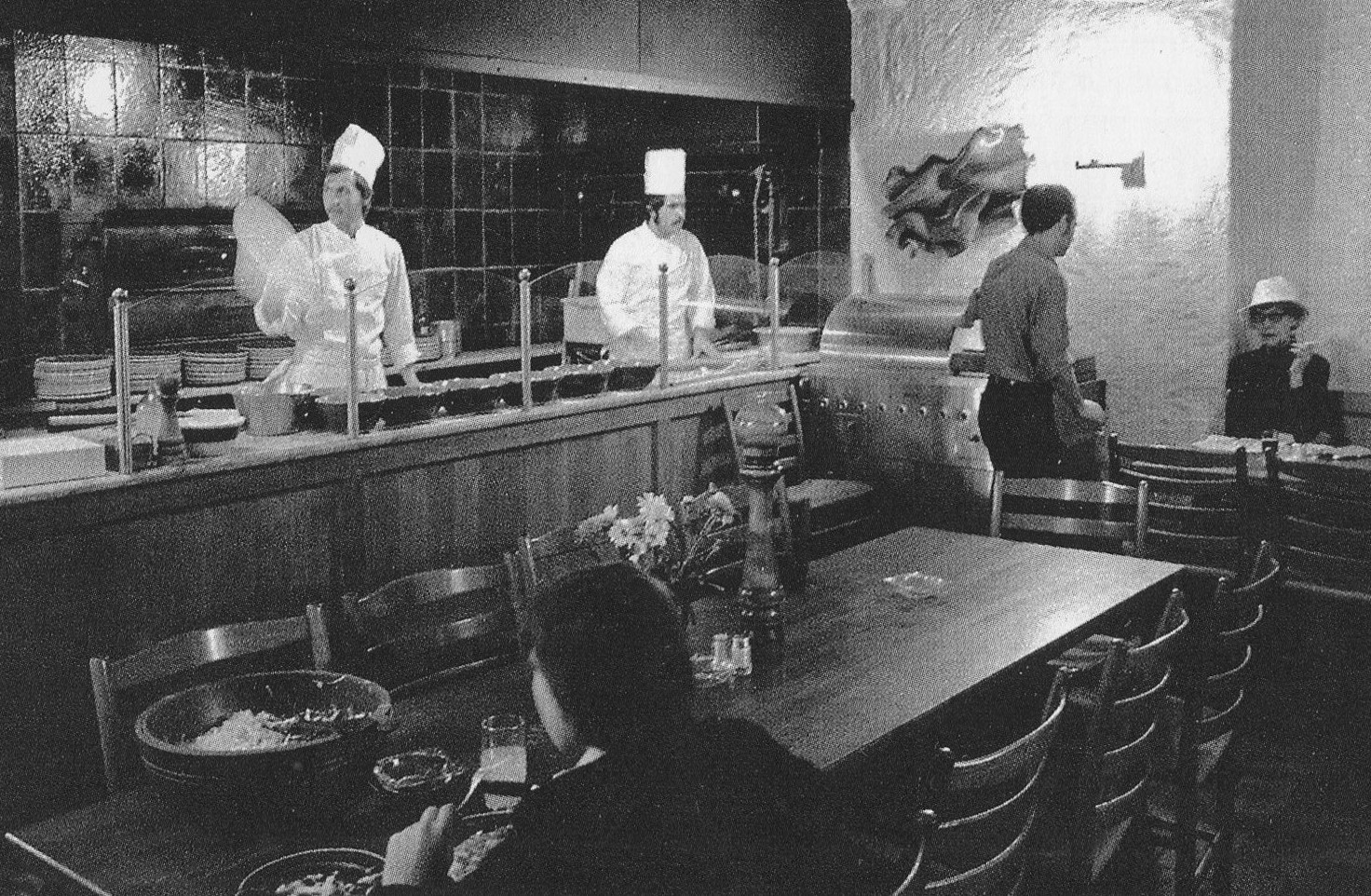
Östergöks Pizzeria, 1968.

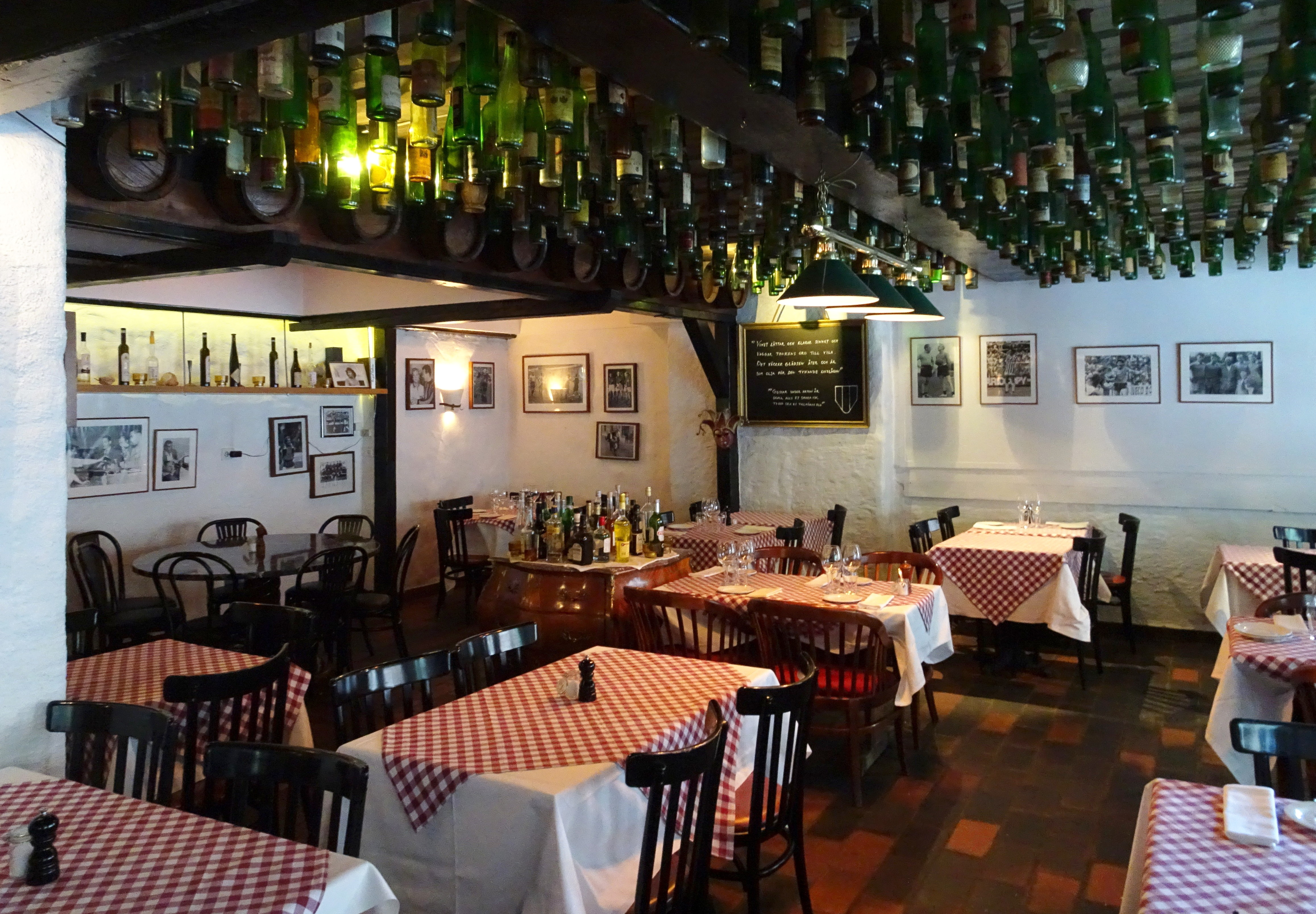
Interiören i oktober 2019.

Restaurant Östergök grundades 1958 av krögaren Bengt Wedholm i en lokal som tidigare varit ett ölkafé kallat Café Östergök. Östergök blev snabbt en av de tidiga 1960-talets populära restauranger i Stockholm. Bland gästerna märktes kläddesignern Gunilla Pontén, skådespelaren Catrin Westerlund, formgivaren Astrid Sampe, journalisten Nils Petter Sundgren och inredningsarkitekten Jonas Tengbom. Lokalen rymde cirka 50 gäster och på matsedeln stod bland annat; husmanskost, grillat nötkött och vilt. 
I december 1966 öppnade Wedholm ytterligare en restaurang, som han kallade Muntergök, belägen på Grev Turegatan 56. För ombyggnationen av lokalen anlitade han Jonas Tengbom som skapade en intim "grillrestaurang".  
"Muntergök2 avyttrades förhållandevis raskt, då Wedholm ville fokusera på Östergök som tillbyggdes med "Östergöks Pizzeria", vilken öppnade i december 1968. Även denna gång stod Jonas Tengbom för utformningen av lokalen. 
Idén med att servera pizza i Stockholm hade Wedholm fått på en resa i södra Frankrike. Där lade han märke till en enkel pizzarestaurang som alltid hade en lång kö av väntande gäster utanför. Wedholm tänkte att det borde fungera även i Stockholm, och engagerade en italiensk pizzabagare, som började med att driva Östergöks Pizzeria på Östermalm. 
Det fanns visserligen redan pizza att finna på andra ställen i staden: Som exempel kan nämnas: Frati Tre Källare på Regeringsgatan 47 som drevs av Luciano Frati, men Wedholms pizzeria var den första specialinredda pizzerian i Stockholm.
I början på 1970-talet växte Östergök-koncernen ytterligare. Denna gång med "Östergöks Fisk", vilken invigdes på våren 1973. På menyn fanns bland annat fisksoppa, örtmarinerad scampi på spett samt träkolgrillad hälleflundra. Ofta serverades även färska smögenräkor. År 1975 sålde Wedholm sina tre "Östergökrestauranger" då han sedan 1969 även drev Den gyldene freden på Österlånggatan och ville koncentrera sig helt på den kulturgärning det innebar att driva den.  
Östergökrestaurangerna köptes av Bertil Bernadotte som två år senare sålde vidare till de från Italien bördiga bröderna Paolo och Sergio Montanari. Paolo och Sergio kom senare att öppna flera italienska restauranger i Stockholm. År 2005 omvandlades Östergök till "Lo Scudetto" där man valt att servera uteslutande italiensk mat. Interiören är till stora delar bevarad från 1950- och 1960-talen. Även de i taket upphängda vinflaskorna fanns kvar 2019. 
År 1985 återkom Wedholm med en egen restaurang; Wedholms Fisk, som 1986 tilldelades en stjärna i Michelinguiden.